# Paris quadrifolia
Paris quadrifolia là một loài thực vật có hoa trong họ Melanthiaceae. Loài này được L. miêu tả khoa học đầu tiên năm 1753.